# Qəvoy
Qəvoy è un comune dell'Azerbaigian situato nel distretto di Lerik. Conta una popolazione di 272 abitanti.